# De Quincunx
“De Quincunx - De erfenis van John Huffam” is een roman van de Amerikaanse schrijver Charles Palliser. Het boek werd in 1989 uitgegeven door de Britse uitgeverij Canongate en werd een relatief groot succes. Het verhaal, dat qua stijl erg dicht aanleunt bij de verhalen van Charles Dickens, speelt zich af tijdens het begin van de negentiende eeuw en vertelt het verhaal van John Huffam, een jongen die - onwetend - erfgenaam is van een enorm landgoed, maar door het noodlot geteisterd moet afdalen tot de laagste niveaus van de maatschappij (gesitueerd rond de regering van George IV of William IV).
Wegens de grote hoeveelheid aan personages is er achter in het boek een alfabetische lijst van personennamen, topografische namen en namen van firma’s opgenomen. Doorheen het boek zijn ook verscheidene landkaarten opgenomen, alsmede de wapenschilden van de verschillende families. Aan het einde van elk deel wordt de stamboom met de onderlinge verhoudingen van de families opnieuw getoond, telkens enkel tonend wat het hoofdpersonage weet. Het is dan ook pas op het einde van het boek dat een volledige stamboom gegeven is.

## Inhoud
John Huffam leidt als kind samen met zijn moeder een verborgen bestaan op het platteland. Hij wil weten wie zijn vader is, maar zijn moeder vindt hem te jong voor de waarheid. Het eenzame jongetje besluit dan maar om alleen om onderzoek uit te gaan. Hij ontdekt dat zijn moeder in voortdurende angst leeft voor verschillende belagers die hen naar het leven staan. Als Johns nieuwsgierigheid ertoe leidt dat hun vijanden hun verblijfplaats op het spoor komen, vluchten moeder en zoon totaal berooid naar Londen. Daar belanden ze in een steeds verstikkender web van intriges, teleurstellingen en moord.

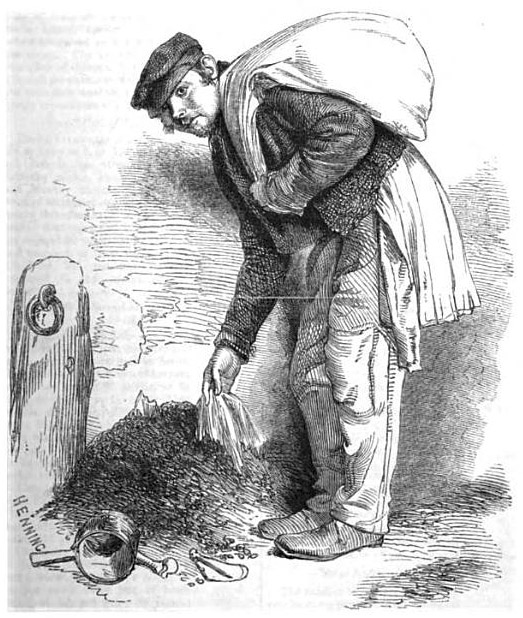
De hoofdpersoon bevindt zich onder de allerarmsten van de samenleving, waar alles gebruikt wordt tot het geheel is versleten.

## Stijl
In het verhaal wordt veel gebruikgemaakt van negentiende-eeuwse stijlmiddelen. De typische ingetogenheid van de victoriaanse roman komt tot uiting door het subtiel vermelden van thema's als seks en alles wat daarmee te maken heeft, krankzinnigheid, sanitaire voorzieningen en de schrikbarende leefomstandigheden van de armen. Iedere verwijzing naar dergelijke onderwerpen blijft achterwege om het troostrijke sprookje in stand te houden dat ze niet zouden bestaan.

## Vertelperspectief
Het merendeel van het verhaal wordt uit het ik-perspectief verteld, waarbij de ik-persoon John Huffam is. Soms wordt er overgegaan op een derde persoon, die zich rechtstreeks tot de lezer richt en commentaar geeft bij het verhaal. Verder zijn er de passages die worden verteld door de romanfiguren, die ook uit het ik-perspectief zijn geschreven.

## Het patroon
De quincunx is een vijfvoudig patroon en vormt het leidmotief van de roman. Zo zijn er vijf delen, die elk genoemd zijn naar een van de vijf families waarrond het verhaal draait, elk deel is onderverdeeld in vijf boeken met een aparte titel, die elk nog eens bestaan uit vijf hoofdstukken. Verder bevatten alle familiewapens van de betrokken families een quincunx. De vloer van het Oude Huis heeft ook een quincunx als patroon en de kluis van de familie Mompesson heeft een vijfvoudige quincunx als slot.

## Spreuken

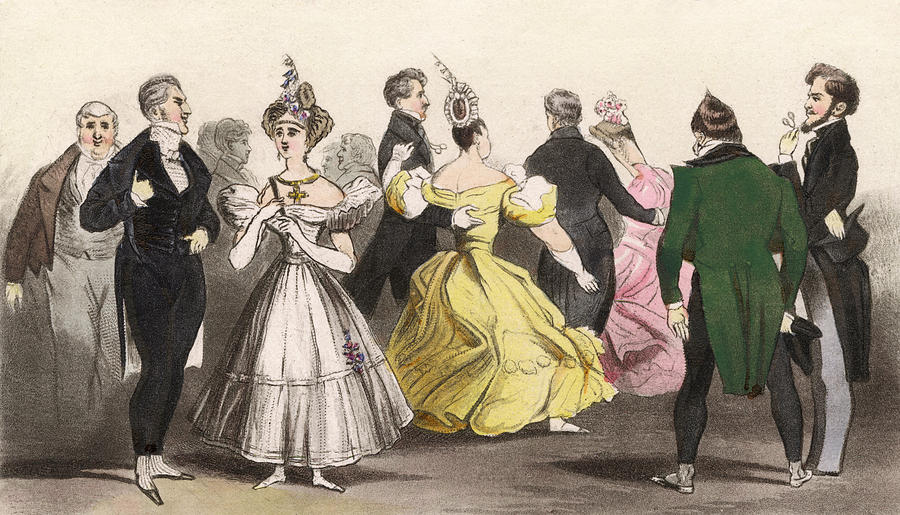
De hoofdpersoon krijgt ook te maken met de welgestelden.

Elk van de vijf families heeft een eigen lijfspreuk. Deze zijn:
- Huffam: Tuta rosa coram spinis
- Mompesson: Cancerata pereat rosa
- Clothier: Devant si je puis, en crabe si je dois
- Palphramond : Devant si je puis, pour gagner la rose
- Maliphant : Nulla rosa sine spinis

## Trivia
- De schrijver werkte zestien jaar aan het boek.
- Het patroon van de quincunx leerde Palliser kennen via het werk van Thomas Browne.
- De alternatieve titel “De Erfenis van John Huffam” (origineel: “The Inheritance of John Huffam”) werd gekozen omdat de uitgever vond dat ‘quincunx’ een te moeilijk woord was.
- De naam John Huffam heeft Palliser geleend van zijn voorganger en inspirator Dickens, voluit: Charles John Huffam Dickens.

- Oorspronkelijke manuscripten hadden een einde waarbij John met zijn jeugdliefde Henrietta trouwde.